# 객체 요청 브로커

클라이언트와 서버 객체간의 통신: 클라이언트에서는 IDL Stub를 이용해서 ORB 로 요청을 하고 서버 객체는 IDL Skelton 을 이용해서 요청을 수행한다.

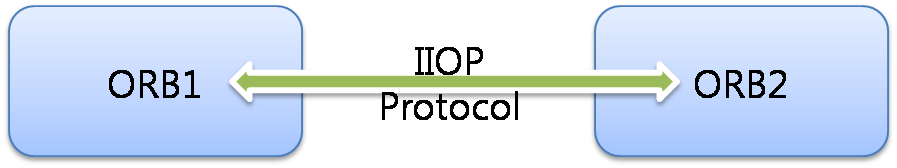
다른 ORB 와의 통신을 위한 IIOP 프로토콜 이용

ORB(Object Request Broker, 객체 요청 브로커)는 분산 컴퓨팅 환경에서 미들웨어 소프트웨어의 한 단면으로 프로그래머에게 다른 컴퓨터의 프로그램을 네트워크를 통해 호출할 수 있는 미들웨어이다. ORB는 OMG(Object Management Group)에서 표준화되었으며, CORBA(Common Object Request Broker Architecture) 시스템에서 사용되며 그것을 위해 IDL(Interface Definition Language)를 사용한다.
코바를 이용하면 다양한 코바 ORB(Object Request Broker)를 이용해서 이기종간의 플랫폼과 언어에 무관하게 쉽게 통합이 가능하다. 코바 자체가 어떤 플랫폼과 언어에 독립적이기 때문이다. 코바에서 각각의 ORB 가 다른 ORB 와 통신을 하기 위해선 IIOP 프로토콜을 사용한다.
코바에서는 각각의 클라이언트 끼리의 요청을 ORB를 통해서 각 서버에 전달한다. 즉, ORB는 클라이언트의 요청을 서버에 전달하고, 서버의 응답을 다시 클라이언트가 받을 수 있도록 중간 단계의 다리 역할을 한다. ORB는 클라이언트의 요청에 따른 올바른 서버 컴퓨터를 찾아서 각각의 요청과 응답을 수행 하는 역할을 한다고 이해 할 수 있다.

## 같이 보기
- CORBA
- OMG
- IDL
- RPC
- RMI
- 미들웨어
- 분산 컴퓨팅
- DCOM(Distributed Common Object Model): CORBA와 유사하게 MS에서 분산 객체를 위해서 만들어진 기술